# 黃炳培
黃炳培（英語：Stanley Wong，1960年11月10日—），藝名又一山人，原籍廣東，生于香港，香港設計師、攝影師及藝術家，廣告導演，以一系列紅白藍尼龍帆布藝術作品著名。

## 生平
黃炳培中五畢業後，於工商師範學院（今香港教育大學、香港教育學院前身）修讀設計與科技（Design and technology），並報讀香港理工學院（今香港理工大學）夜校平面設計課程。其後因隱瞞在職設計師身份，不合課程要求而從理工退學。1980年於香港工商師範學院設計應用系畢業。
畢業後，從事平面設計及廣告工作，曾任職於於現代（香港）廣告公司、精英（香港）廣告公司及智威湯遜（香港）廣告公司。1990年代他創作的地鐵廣告，於廣告業界著名。1996年移居新加坡，並獲聘為英國Bartle bogle hegarty（亞洲）廣告公司亞洲創作總監。1999年回流香港，出任tbwa（香港）廣告公司行政總裁及行政創作總監。
2000年，加入主力於電影後期製作的先濤數碼，出任創作總裁及導演。2002年7月，以合夥形式成立三二一聲畫製作有限公司。2004年獲邀成為agi（國際平面設計聯盟）會員。2007年1月，成立八萬四仟溝通事務所。
近年，黃炳培除繼續創作與反映社會狀況有關題材的作品外，亦集中於設計教育，於香港及海外設計院校擔任客席講者，向下一代傳授設計心得。他亦向西九文化區M+博物館捐贈多件作品。

## 又一山人
在任職廣告公司時期，黃炳培開始以藝名又一山人從事藝術創作。此藝名取自其欣賞的明末畫家八大山人名字的後半部。根據其解釋：
「我想用這名字去做些與人有關係的創作，至於Stanley Wong，則留給賺錢時才用。」
1994年，他以又一山人的名義，為導演王家衛的電影《重慶森林》設計海報。2000年起，以香港常見，起源於1960年代香港的紅、白、藍三色相間尼龍帆布袋作為元素、創作出一系列藝術作品，包括海報及立體裝置等，開始被公眾注意，突顯紅白藍作為香港文化的其中一個代表。
2001年起，推出一系列以「香港建築」為名的個人創作系列。2005年，其紅白藍創作「紅白藍︰飲杯茶．傾過飽」於威尼斯藝術雙年展展出。
2011年，黃炳培為紀念從事創作30年，特別舉辦回顧展覽「What's Next 30x30 創意展」，與30位世界著名藝術家聯合創作，包括台灣雕塑家朱銘、日本時裝設計師山本耀司、香港設計師靳埭強等。展覽先後於深圳华·美术馆及香港港島東ArtisTree舉行。
2012年，黃炳培以一張三座位梳化及茶几組成棺木，名為《無常》，此作品成為2012年香港當代藝術獎得獎作品之一。

## 資料來源
1. 1 2  . 頭條日報頭條網.   [2014-01-07]. （原始内容存档于2017-03-30）.
2. ↑  . 東周刊. 2011年7月13日, (第411期).
3. ↑  . 太陽報. 2013年5月23日  [2014年1月7日]. （原始内容存档于2020年11月2日）.
4. ↑  .   [2014-01-07]. （原始内容存档于2020-11-02）.
5. ↑  黄炳培：红白蓝象征香港时代精神 （页面存档备份，存于） 聯合早報，2013年10月8日
6. ↑  .   [2014-01-07]. （原始内容存档于2018-10-01）.
7. ↑  What's Next 30x30 的存檔，存档日期2014-01-07.
8. ↑  當代藝術：碌架床變單車 梳化變「棺木」 （页面存档备份，存于） 太陽報，2013年11月18日
9. ↑   (PDF).   [2014-01-07]. （原始内容 (PDF)存档于2014-01-07）.

## 外部連結
- anothermountainman 又一山人 （页面存档备份，存于）
- What's Next 30x30